# Tipula milanjii
Tipula milanjii är en tvåvingeart som beskrevs av Alexander 1920. Tipula milanjii ingår i släktet Tipula och familjen storharkrankar.
Artens utbredningsområde är Malawi. Inga underarter finns listade i Catalogue of Life.